# Batalha de Zalaca
Batalha de Zalaca travou-se em 23 de outubro de 1086 em Sagrajas, próximo a Badajoz, Espanha, confrontando os reinos cristãos da Península Ibérica e os Almorávidas da Mauritânia, que vieram em auxílio dos reis de Badajoz, Granada e de Sevilha. A vitória foi dos muçulmanos.

## Sobre a batalha
A pedido de Almutâmide, Mutavaquil e Abedalá, reis das taifas de Sevilha, Badajoz e Granada, respectivamente, o almorávida Iúçufe ibne Taxufine atravessou o Alandalus com 7 000 guerreiros até chegar a um local a norte de Badajoz chamado pelos cristãos de Sagrajas e pelos muçulmanos de Zalaca. Afonso VI já se encontrava no local tendo o seu exército sido reforçado com as tropas que Alvar Fáñez (conhecido como Minaia) conseguiu enviar, estima-se que as tropas que Afonso VI detinha fossem de 16 000 homens e as de Iúçufe ibne Taxufine com os reforços de Almutâmide, Mutavaquil e Abdealá fossem de 30 000 homens.
Foi efetuada uma breve troca de mensagens entre os dois líderes durante as quais Iúçufe ofereceu a Afonso VI a possibilidade de se converter ao Islão, de pagar tributo ou de iniciar a batalha. Afonso VI escolhe iniciar o combate e na madrugada de sexta-feira ataca Iúçufe com um ataque da sua cavalaria; este tendo efectuado a divisão do exército em três unidades: uma liderada por Almutâmide e com a constituição de 15 000 homens, a segunda liderada por si e com 11 000 homens a terceira unidade era constituída por 4 000 guerreiros africanos armados com dardos; Iúçufe deixa que Almutâmide suporte esta carga com os seus 15 000 homens.
Almutâmide combateu com a sua unidade Afonso VI sozinho até ao meio-dia sendo depois ajudado por Iúçufe que cerca as tropas de Afonso VI que fogem ao serem cercadas sendo perseguidas pela terceira unidade que usou os dardos para provocar um maior número de baixas. Segundo historiadores espanhóis é mais seguro dizer que pelo menos mais de metade do exercito cristão pereceu, entre as baixas contava-se o conde Rodrigo Muñoz e Vela Oveguez.
Do lado muçulmano temos que referir o ferimento de Almutâmide e a morte do imã de Córdova Abul Abas Amade ibne Rumaila muito popular entre os seus. Esta vitória não foi aproveitada pelas tropas muçulmanas uma vez que Iúçufe teve de regressar ao norte de África por causa da morte do seu herdeiro, permitindo a Castela manter a maioria dos seus territórios mesmo tendo a maior parte do seu exército sido aniquilado.